# کارولینا لایر
کارولینا لایر (به انگلیسی: Carolina Liar) گروه موسیقی آلترناتیو راک سوئدی آمریکایی است. چاد ولف خواننده آغازین گروه اصالتاً اهل مونکس کرنر، کارولینای جنوبی است، اما دیگر اعضای گروه اهل استکهلم، سوئد هستند.